# Pemphigus microsetosus
Pemphigus microsetosus är en insektsart. Pemphigus microsetosus ingår i släktet Pemphigus och familjen långrörsbladlöss. Inga underarter finns listade i Catalogue of Life.